# Tikvah Alper
Tikvah Alper (Città del Capo, 22 gennaio 1909 – Sarinsbury, 2 febbraio 1995) è stata una fisica sudafricana divenuta una distinta radiobiologa.
Tra le molte altre iniziative e scoperte, fu tra i primi a provare che l'agente infettivo nella scrapie non conteneva acido nucleico: una scoperta che fu fondamentale per comprendere lo sviluppo della teoria dei prioni. Fu direttrice dell'Unità di radiopatologia sperimentale dell'Hammersmith Hospital di Londra dal 1962 al 1974.

## Primi anni e carriera
Tikvah Alper nacque in Sudafrica in una famiglia di rifugiati ebrei provenienti dalla Russia. Si laureò con lode in fisica all'Università di Città del Capo nel 1929, in seguito studiò a Berlino con il fisico nucleare Lise Meitner dal 1930 al 1932, pubblicando un premiato documento sui raggi delta prodotti dalle particelle alfa nel 1933. Nel 1932 tornò in Sudafrica per sposare colui che sarebbe diventato in seguito il famoso batteriologo Max Sterne, inventore del vaccino anticarbonchioso. Poiché le donne sposate non potevano allora lavorare all'università, Tikvah e Max stabilirono un laboratorio a casa dove lavoravano insieme. I loro figli Jonathan e Michael nacquero nel 1935 e nel 1936. Si possono notare la sua formazione in fisica e le sue capacità tecniche nella sua ricerca su come rendere visibile l'articolazione del linguaggio per bambini non udenti. Nel 1948 divenne capo della sezione di biofisica del laboratorio nazionale di fisica sudafricano.

## Carriera successiva
Nonostante la loro crescente fama scientifica, nel 1951 Max Sterne e Tikvah Alper furono costretti a lasciare il Sudafrica a causa della loro schietta opposizione all'apartheid. Tikvah divenne ricercatrice non retribuita presso i laboratori di radiobiologia dell'Hammersmith Hospital di Londra, diretto da Hal Gray, che aveva incontrato in precedenti visite. Qui il lavoro si concentrò sui meccanismi degli effetti delle radiazioni sulla biologia cellulare. Le complessità degli effetti delle radiazioni su diversi tipi di cellule e la loro interazione con altri processi fisiologici e chimici iniziarono a essere mappate in quel momento e continuarono negli anni '50 e '60. Fu direttrice dell'unità di radiobiologia dal 1962 fino al suo pensionamento nel 1974. Il suo testo classico Radiobiologia cellulare fu pubblicato nel 1979. Tikvah Alper ebbe una vita professionale attiva anche in pensione, culminando in una brillante conferenza alla Radiation Research Society a Dallas, negli Stati Uniti, all'età di 83 anni. Morì a Sarisbury, nell'Hampshire in Inghilterra, nel 1995.

## Il ruolo di Alper nell'identificazione dell'agente infettivo nella scrapie
La scrapie è una malattia infettiva fatale del sistema neurale delle pecore appartenente ad una classe di malattie del cervello che possono colpire il bestiame (BSE) e l'uomo (Kuru, nCJD). Si pensava che la scrapie fosse causata da un "virus lento", ovvero che poteva richiedere anni per mostrare un cambiamento nel comportamento o nel movimento. Verso la metà degli anni '60 si stabilì che le cellule potevano replicarsi solo tramite il DNA. La radioattività interrompe la replicazione cellulare "uccidendo" il DNA. Alper scoprì che le radiazioni non uccidevano l'agente infettivo nella scrapie, ipotizzando che un virus era improbabile che fosse l'agente infettivo, il quale doveva essere più piccolo e più semplice del DNA (virale). Alper inoltre scoprì che l'agente rimaneva attivo alla luce ultravioletta, mentre Il DNA non lo era. Invece, l'agente fu ucciso dalla luce a 237 nm, una lunghezza d'onda specifica per l'inattivazione del polisaccaride. Alper e colleghi riportarono queste proprietà dell'agente della scrapie destando stupore in molti settori, poiché sembrava contravvenire al dogma centrale secondo cui la replicazione (e quindi la crescita della malattia e le sue proprietà infettive) potesse procedere solo tramite DNA. Tuttavia, una volta accettate queste scoperte empiriche, si svilupparono diverse teorie per adattarsi alle proprietà peculiari dell'agente della scrapie. La teoria più ampiamente accettata oggi è la teoria dei prioni, che pone una proteina "canaglia" come fonte infettiva. Tuttavia Alper non poteva accettare che l'agente fosse una "mutazione" proteica. In primo luogo i suoi studi sulle radiazioni UV non avevano indicato un agente proteico e, in secondo luogo, i prioni isolati non inducevano la scrapie. Le sue teorie sull'agente furono sviluppate negli ultimi anni della sua vita e ipotizzarono una storia più dinamica e complessa.